# Emin Duraku
Emin Duraku (1918, Đakovica – 5. prosince 1942, Prizren) byl kosovskoalbánský partyzán. Organizoval boje partyzánských jednotek na území Kosova, působících pod vedením jugoslávského komunistického odboje. V Đakovici inicioval vznik partyzánského výboru, jehož se stal zakrátko i předsedou. V prosinci 1942 Duraku podlehl po střetu s fašisty svým zraněním a zemřel, následně po něm byla pojmenována jedna z partyzánských čet, které v Kosovu působily. Za své činy byl vyznamenán titulem Národní hrdina Jugoslávie i Národní hrdina Albánie. Jugoslávský komunistický režim na něj často poukazoval, jako na albánského partyzána, bojujícího ovšem na jugoslávské straně.